# Высокое (Краснодарский край)
Высо́кое — село в Адлерском районе муниципального образования город-курорт Сочи Краснодарского края. Входит в состав Молдовского сельского округа.

## География
Селение расположено на правом берегу реки Мзымта, в 7 км от ж/д станции Адлер. Делится на две части — Верхне-Высокое и Нижне-Высокое. В Нижне-Высоском идет строительство трассы Джубга - Сочи.

## История
Основано в 1871 году русскими переселенцами из южных и юго-западных областей Российской империи. Позже заселялось греческими переселенцами, бежавшими из Османской империи во время начавшегося притеснения христианского населения. В 2024 году началось строительство главной трассы Джубга — Сочи.

## Население
| 2002 | 2010  | 2021  |
| ---- | ----- | ----- |
| 3051 | ↗3910 | ↘3209 |

## Достопримечательности
- Храм Успения Пресвятой Богородицы (Сочи)